# Sứ mệnh truy sát
Sứ mệnh truy sát (tiếng tiếng Hàn: 암살; Hanja: 暗殺; Romaja: Amsal, tên phát hành tại các quốc gia nói tiếng Anh: Assassination) là phim điện ảnh hành động gián điệp của Hàn Quốc năm 2015 do Choi Dong-hoon đạo diễn và đồng biên kịch. Đây là phim điện ảnh có doanh thu cao thứ bảy mọi thời đại tại Hàn Quốc với hơn 12,7 triệu khán giả.

## Nội dung
Vào năm 1911, dưới thời Triều Tiên thuộc Nhật, một chiến sĩ cách mạng tên là Yem Sek-jin cố gắng ám sát Thống đốc và một kẻ doanh nhân theo Nhật tên Kang In-guk nhưng đã thất bại. Buổi tối hôm đó, Kang In Guk phát hiện ra rằng chính người vợ của mình đã giúp đỡ Yem Sek-jin. Kang In Guk đã giết vợ mình nhưng người vú nuôi đã trốn thoát cùng một trong hai đứa đứa con sinh đôi của hắn. Vào năm 1933, có hơn 30 phe phái độc lập Hàn Quốc hoạt động ngầm ở Hàn Quốc, Trung Quốc, và Mãn Châu. Yem Sek Jin trở thành đội trưởng của một nhóm, nhưng đồng đội của hắn không hề biết rằng hắn đã trở thành một mật thám của Nhật, kể từ khi trở lại vào năm 1911 khi hắn bị tra tấn bởi người Nhật.
Yem Sek Jin gặp gỡ một vài nhà hoạt động cách mạng ở Hàng Châu, gồm có Kim Koo và Kim Won-bong, và họ yêu cầu tập hợp lại ba người chiến sĩ kháng chiến đang ngồi tù — Chu Sang Ok, Hwang Duk-sam, và Ahn Okyun— để họ có thể tới Seoul và ám sát Kang In Guk, cùng với tên tướng Nhật Bản Kawaguchi Mamoru. Sau khi tập hợp họ lại ở Thượng Hải, tuy vậy, Yem Sek Jin bán thông tin này cho người Nhật. Người Nhật cố gắng tìm Ahn Ok Yun, nhưng lính đánh thuê có biệt danh là Sát Thủ Hawaii đã giúp cô che dậy thân phận của mình.
Kim Koo chất vấn Yem Sek Jin về lòng trung thành và hạ lệ cho cấp dưới của Yem Sek Jin, Myung-woo và Se-gwang, giết Yem Sek Jin nếu hắn là kẻ phản bội. Sau đó, Yem Sek Jin đã thuê Sát Thủ Hawaii tìm và giết ba người chiến sĩ cách mạng kia, nói với Sát Thủ Hawaii rằng họ là gián điệp của Nhật. Sát Thủ Hawaii và bạn của mình tới Seoul, họ kết bạn với con trai của Kawaguchi, một trung úy trong Đạo quân Quan Đông. Ở Seoul, Sát Thủ Hawaii tìm thấy Chu Sang Ok và bắn hạ anh ta. Mặc cho Chu Sang Ok mất tích, Duk-sam và Ahn Ok Yun tiếp tục chiến dịch, hi vọng sẽ phục kích mục tiêu ở trạm xăng. Không may, mục tiêu đã tráo xe khiến cho chiến dịch thất bại, Duk-sam và người ủng hộ Hàn Quốc Kimura bị giết. Khi đó Ahn Ok Yun bị Sát Thủ Hawaii phục kích, nhưng anh đã nhận ra và giúp đỡ cô, thậm chí còn tham gia vào nhiệm vụ của cô, vì anh cũng là một người Hàn Quốc.

## Diễn viên
- Jun Ji-hyun vai diễn kép Ahn Ok Yun và Mitsuko[14][15][16][17]
- Lee Jung-jae vai Yem Sek-jin
- Ha Jung-woo vai "Sát thủ Hawaii"[18]
- Oh Dal-su vai "Buddy"
- Cho Jin-woong vai Chu Sang-ok AKA "Big Gun"
- Choi Deok-moon vai Hwang Duk-sam
- Lee Geung-young vai Kang In-guk
- Kim Eui-sung vai Quản gia của nhà Kang In Guk
- Park Byung-eun vai Kawaguchi Shunsuke
- Jin Kyung vai Ahn Seong-sim
- Heo Ji-won vai Myung-woo
- Kim Hong-pa vai Kim Koo
- Jung Gyu-soo vai Hunchback
- Kim Kang-woo vai Điều tra viên đặc biệt
- Shim Cheol-jong vai Kawaguchi Mamoru
- Han Dong-gyu vai Cảnh Sát Trưởng
- Jeong Gi-seop vai Lãnh đạo Cảnh Sát Quân sự
- Jung In-gyeom vai Sasaki
- Lee Hwan vai Se-gwang
- Tamura Hiroto vai Kimura
- Lee Young-seok vai Terauchi Masatake
- Jo Seung-woo vai Kim Won-bong
- Kim Hae-sook vai Cafe Anemone owner

## Sản xuất
Với kinh phí 18 tỷ won (16 triệu đô la Mỹ), Sứ mệnh truy sát quay phim ở Thượng Hải và Seoul trong 5 tháng. Một phim trường đặc biệt rộng 13,500 mét vuông được xây dựng ở Goyang, Tỉnh Gyeonggi, để tái tạo lại con phố Seosomun tại Gyeongseong. Phần còn lại được quay ở phim trường Thượng Hải ở Chedu.

### Âm nhạc
1. Humoresques Op. 101, No. 7 của Antonín Dvořák
2. Giao hưởng số 9 của Antonín Dvořák
3. Kinderszenen Op. 15 Träumerei của Robert Schumann
4. Hungarian Dances No. 17 của Johannes Brahms
5. Piano Concerto #1 in E Minor, Op.11 của Frédéric Chopin[19]
6. Die Meistersinger von Nürnberg Vorspiel zum III. Aufzug-Knappertsbusch của Richard Wagner
7. Leo, Lea, Elie của Jean Gabin

## Tiếp nhận

### Doanh thu phòng vé
Với 1.260 rạp công chiếu ngày 22 tháng 7 năm 2015, Sứ mệnh truy sát thu về 3.59 tỷ ₩ (3,1 triệu đô la Mỹ (tỷ giá 2016.05.04)) từ 478,000 khán giả. Trở thành bộ phim Hàn Quốc có doanh thu mở màn cao nhất năm 2015 và cao thứ hai trong của năm sau  ở Hàn Quốc. Vào ngày 26 tháng 8 năm 2015, đã thu về hơn 77 triệu đô la Mỹ từ 11.79 triệu khán giả, trở thành bộ phim ăn khách thứ hai ở Hàn Quốc năm 2015 và thứ 8 trong top phim Hàn ăn khách nhất mọi thời đại. Bộ phim đoạt doanh thu 46.959 triệu Nhân dân tệ ở trung quốc và đứng thứ 6 trong top phim Hàn ăn khách nhất ở Bắc Mỹ (1,904,682 đô la Mỹ) 

### Đánh giá chuyên môn
Sứ mệnh truy sát đã nhận được đánh giá tích cực, được chấm 88% "Certified Fresh" trên Rotten Tomatoes và 64% trên Meta Critic.

### Giải thưởng
| Năm  | Giải thưởng                                    | Hạng mục                      | Đề cử                                          | Kết quả   |
| ---- | ---------------------------------------------- | ----------------------------- | ---------------------------------------------- | --------- |
| 2015 | 24th Buil Film Awards                          | Best Film                     | Assassination                                  | Đề cử     |
| 2015 | 24th Buil Film Awards                          | Best Director                 | Choi Dong-hoon                                 | Đề cử     |
| 2015 | 24th Buil Film Awards                          | Best Actor                    | Lee Jung-jae                                   | Đoạt giải |
| 2015 | 24th Buil Film Awards                          | Best Actress                  | Jun Ji-hyun                                    | Đề cử     |
| 2015 | 24th Buil Film Awards                          | Best Supporting Actor         | Cho Jin-woong                                  | Đề cử     |
| 2015 | 24th Buil Film Awards                          | Best Cinematography           | Kim Woo-hyung                                  | Đề cử     |
| 2015 | 24th Buil Film Awards                          | Best Art Direction            | Ryu Seong-hee                                  | Đoạt giải |
| 2015 | 24th Buil Film Awards                          | Best Music                    | Jang Young-gyu, Dalparan                       | Đề cử     |
| 2015 | 35th Korean Association of Film Critics Awards | Best Cinematography           | Kim Woo-hyung                                  | Đoạt giải |
| 2015 | 35th Korean Association of Film Critics Awards | Technical Award               | Ryu Seong-hee (Art Direction)                  | Đoạt giải |
| 2015 | 35th Korean Association of Film Critics Awards | Top 10 Films of the Year      | Assassination                                  | Đoạt giải |
| 2015 | 52nd Grand Bell Awards                         | Best Film                     | Assassination                                  | Đề cử     |
| 2015 | 52nd Grand Bell Awards                         | Best Director                 | Choi Dong-hoon                                 | Đề cử     |
| 2015 | 52nd Grand Bell Awards                         | Best Actor                    | Ha Jung-woo                                    | Đề cử     |
| 2015 | 52nd Grand Bell Awards                         | Best Actress                  | Jun Ji-hyun                                    | Đoạt giải |
| 2015 | 52nd Grand Bell Awards                         | Best Supporting Actor         | Oh Dal-su                                      | Đề cử     |
| 2015 | 52nd Grand Bell Awards                         | Best Screenplay               | Choi Dong-hoon, Lee Ki-cheol                   | Đề cử     |
| 2015 | 52nd Grand Bell Awards                         | Best Cinematography           | Kim Woo-hyung                                  | Đề cử     |
| 2015 | 52nd Grand Bell Awards                         | Best Editing                  | Shin Min-kyung                                 | Đề cử     |
| 2015 | 52nd Grand Bell Awards                         | Best Art Direction            | Ryu Seong-hee                                  | Đề cử     |
| 2015 | 52nd Grand Bell Awards                         | Best Lighting                 | Kim Seung-gyu                                  | Đề cử     |
| 2015 | 52nd Grand Bell Awards                         | Best Costume Design           | Jo Sang-gyeong, Son Na-ri                      | Đề cử     |
| 2015 | 52nd Grand Bell Awards                         | Best Music                    | Jang Young-gyu, Dalparan                       | Đề cử     |
| 2015 | 52nd Grand Bell Awards                         | High Technology Special Award | Jeong Do-an, Kim Tae-ui (Special Effects)      | Đề cử     |
| 2015 | 52nd Grand Bell Awards                         | Best Sound Recording          | Kim Suk-won, Park Joo-gang                     | Đề cử     |
| 2015 | 36th Blue Dragon Film Awards                   | Best Film                     | Assassination                                  | Đoạt giải |
| 2015 | 36th Blue Dragon Film Awards                   | Best Director                 | Choi Dong-hoon                                 | Đề cử     |
| 2015 | 36th Blue Dragon Film Awards                   | Best Actor                    | Lee Jung-jae                                   | Đề cử     |
| 2015 | 36th Blue Dragon Film Awards                   | Best Actress                  | Jun Ji-hyun                                    | Đề cử     |
| 2015 | 36th Blue Dragon Film Awards                   | Best Supporting Actor         | Cho Jin-woong                                  | Đề cử     |
| 2015 | 36th Blue Dragon Film Awards                   | Best Screenplay               | Choi Dong-hoon, Lee Ki-cheol                   | Đề cử     |
| 2015 | 36th Blue Dragon Film Awards                   | Best Cinematography           | Kim Woo-hyung                                  | Đề cử     |
| 2015 | 36th Blue Dragon Film Awards                   | Best Editing                  | Shin Min-kyung                                 | Đề cử     |
| 2015 | 36th Blue Dragon Film Awards                   | Best Art Direction            | Ryu Seong-hee                                  | Đề cử     |
| 2015 | 36th Blue Dragon Film Awards                   | Best Lighting                 | Kim Seung-gyu                                  | Đề cử     |
| 2015 | 36th Blue Dragon Film Awards                   | Best Music                    | Jang Young-gyu, Dalparan                       | Đề cử     |
| 2015 | 36th Blue Dragon Film Awards                   | Technical Award               | Jo Sang-gyeong, Son Na-ri (Costume Design)     | Đoạt giải |
| 2015 | 36th Blue Dragon Film Awards                   | Technical Award               | Lee Jeon-hyeong, Lee Dong-hun (Visual Effects) | Đề cử     |
| 2016 | 52nd Baeksang Arts Awards                      | Best Film                     | Assassination                                  | Đoạt giải |
| 2016 | 52nd Baeksang Arts Awards                      | Best Director                 | Choi Dong-hoon                                 | Đề cử     |
| 2016 | 52nd Baeksang Arts Awards                      | Best Actress                  | Jun Ji-hyun                                    | Đề cử     |
| 2016 | 52nd Baeksang Arts Awards                      | Best Supporting Actor         | Cho Jin-woong                                  | Đề cử     |
| 2016 | 52nd Baeksang Arts Awards                      | Best Screenplay               | Choi Dong-hoon                                 | Đề cử     |